# I Love you, SAYONARA
『I Love you, SAYONARA』（アイ・ラブ・ユー, サヨナラ）は、チェッカーズが1987年3月5日にリリースした13枚目のシングル。

## 解説
腕時計SEIKO「アベニュー」のCMソング。CMには全員が出演し、1987年1月1日の『ゆく年くる年』内で初オンエアとなった。
本作で『第38回NHK紅白歌合戦』に出場した。のち、チェッカーズのラストステージとなった『第43回NHK紅白歌合戦』の「フェアウェル・メドレー」でも歌われた。
本作より編曲者名義がサポートメンバー、八木橋カンペー（Keyboards）・アンディー檜山（Percussion）を加えた“CHECKERS FAM.”（FAM.はFamilyの略）となった。

## 収録曲
1. I Love you, SAYONARA
  - 作詞:藤井郁弥／作曲:大土井裕二／編曲:CHECKERS FAM.
  - シングルとアルバムでは曲の冒頭のドラム音が若干異なる。2002年にはテレビ朝日のバラエティ番組『ガレッジヴァンガード』から生まれたガレッジセールとSOPHIAによるユニット・Gaphiaによってカバーされた。
2. PARTY EVERYDAY
  - 作詞:藤井郁弥／作曲:武内享／編曲:CHECKERS FAM.
  - 反戦を歌ったブラックユーモア溢れる曲。間奏での武内の台詞はアドルフ・ヒトラーの演説の真似。ロボットの声は徳永の声を機械で処理したもの。後に武内が公式ホームページの日記で「左卜全とひまわりキティーズの『老人と子供のポルカ』のオマージュみたいなもの」と語っている。